# Bathykorus bouilloni
Espèce
Bathykorus bouilloni  est une espèce de narcoméduses appartenant à la famille des Aeginidae.

## Habitat et répartition
Cette nouvelle espèce est présente dans les abysses de l'océan Arctique.